# Port lotniczy Jassy
Port lotniczy Jassy (IATA: IAS, ICAO: LRIA) – port lotniczy położony 8 km na wschód od Jassów, w okręgu Jassy, w Rumunii.

## Linie lotnicze i połączenia
| Linia lotnicza       | Kierunek |
| -------------------- | --- |
| Austrian Airlines    | 1. Wiedeń |
| Eurowings            | Sezonowo: 1. Düsseldorf (od 1 maja 2024) 2. Stuttgart (od 3 maja 2024) |
| HiSky                | 1. Dublin |
| Ryanair              | 1. Bruksela-Charleroi 2. Dublin 3. Mediolan-Bergamo 4. Paryż-Beauvais |
| Sky Express (Greece) | Sezonowe czartery: 1. Heraklion 2. Rodos (od 9 czerwca 2025) |
| TAROM                | 1. Bukareszt |
| Wizz Air             | 1. Barcelona 2. / Bazylea 3. Paryż-Beauvais 4. Mediolan-Bergamo 5. Berlin 6. Billund 7. Bolonia 8. Bruksela-Charleroi 9. Kopenhaga 10. Dortmund 11. Eindhoven 12. Stambuł 13. Larnaka 14. Liverpool 15. Londyn-Luton 16. Madryt 17. Memmingen 18. Rzym-Ciampino 19. Rzym-Fiumicino 20. Tel Awiw-Ben Gurion 21. Turyn 22. Wenecja-Marco Polo Sezonowo: 1. Katania |